# Stanfield (Arizona)
Stanfield es un lugar designado por el censo (en inglés, census-designated place, CDP) ubicado en el condado de Pinal, Arizona, Estados Unidos. Según el censo de 2020, tiene una población de 558 habitantes.

## Geografía
La localidad está ubicada en las coordenadas 32°52′46″N 111°57′46″O / 32.87944, -111.96278. Según la Oficina del Censo de los Estados Unidos, Stanfield tiene una superficie total de 10.19 km², de la cual 10.17 km² corresponden a tierra firme y 0.02 km² es agua.

## Demografía
Según el censo de 2020, hay 558 personas residiendo en Stanfield. La densidad de población es de 54,87 hab./km². El 25.09% de los habitantes son blancos, el 3.76% son afroamericanos, el 4.66% son amerindios, el 2.33% son asiáticos, el 0.18% es isleño del Pacífico, el 37.46% son de otras razas y el 26.52% son de una mezcla de razas. Del total de la población, el 75.09% son hispanos o latinos de cualquier raza.